# Programma di progetto aggregato
Un programma di progetto aggregato (APP dall'inglese aggregate project plan) è il processo di creazione di obiettivi di sviluppo e utilizzo di tali obiettivi per migliorare la produttività e le capacità di sviluppo. Lo scopo di questo processo è generalmente quello di garantire che ciascun progetto raggiunga i propri obiettivi di sviluppo. I progetti possono essere differenziati in cinque tipi di progetti: innovazione, piattaforma, derivato, ricerca e sviluppo o progetti associati (come progetti con partner o alleanze commerciali). Questa differenziazione determina gli obiettivi di sviluppo di un progetto, nonché le risorse assegnate a quel progetto. 
Un programma di progetto aggregato fornisce alla direzione un elenco categorizzato di progetti, che bilancia gli obiettivi a breve e lungo termine. Questo elenco aiuta il management a prendere decisioni difficili come quando avviare i progetti e quali progetti dovrebbero essere cannibalizzati. L'avvio di progetti in modo sequenziale secondo la strategia dell'azienda e le risorse disponibili consentiranno a un minor numero di progetti di continuare simultaneamente e migliorare la produttività. 
Un altro vantaggio è la creazione di un modulo organizzativo per ciascun tipo di progetto. Ciò crea un focus sulla generazione di competenze e costruisce la velocità e la produttività degli individui e dell'organizzazione stessa. 

## Processo di pianificazione del progetto aggregato
Questo è il processo che un'impresa porta avanti per creare un programma di progetto aggregato: 
1. Crea una strategia ben definita e facilmente comprensibile;
2. Trasmette la strategia con l'obiettivo di sviluppare nuovi prodotti, processi o servizi e migliorare l'efficienza dei progetti attuali;
3. Stabilisce definizioni chiare di ogni tipo di progetto: innovazione, piattaforma, derivato, ricerca e sviluppo o progetti associati;
4. Elenca i progetti correnti e classifica ciascuno per tipo di progetto;
5. Elimina i progetti che non rientrano in un tipo di progetto;
6. Stima il tempo medio e le risorse necessarie per ciascun tipo di progetto in base all'esperienza passata;
7. Determina il mix desiderato di progetti;
8. Identificare le risorse esistenti e stima il numero di progetti che tali risorse possono supportare;
9. Decide quali progetti perseguire ed elimina il resto;
10. Alloca risorse ai progetti rimanenti e lavora per migliorare le capacità di sviluppo. [3] [4]

## Cinque categorie di progetti di sviluppo

### Progetti derivati
I progetti derivati possono variare nel tempo: da aggiunte o aumenti a prodotti esistenti o semplici riduzioni dei prezzi. I lavori di miglioramento sui progetti derivati rientrano in tre categorie:  
- cambiamenti incrementali del prodotto,
- cambiamenti incrementali del processo
- cambiamenti incrementali in entrambi i settori.

A causa di questi piccoli cambiamenti, i progetti derivati richiedono sforzi e risorse banali sia per lo sviluppo che per la gestione. 
Esempi: edizione speciale vernice per auto e aggiornamenti delle dimensioni del disco rigido dell'iPod
Molte organizzazioni realizzano prodotti derivati, che possono variare da edizioni speciali di auto esistenti, aggiungendo nient'altro che uno speciale schema di verniciatura e interni o un nuovo iPod con un grande disco rigido.

### Progetti di piattaforma
Questi progetti rappresentano la prossima generazione di prodotti per l'azienda. Queste sono le principali modifiche rispetto ai prodotti / servizi esistenti o al modo in cui il prodotto / servizio viene realizzato o consegnato. L'azienda crea una nuova "piattaforma" per la crescita futura. Questi progetti offrono miglioramenti significativi in termini di costi, qualità e prestazioni. Le piattaforme sono create per soddisfare le esigenze di un gruppo centrale di clienti che cambia più di un aspetto di un prodotto o servizio; mentre i derivati normalmente cambiano solo un aspetto di un prodotto o servizio. 
Esempi: nuovi modelli di auto. microprocessore
I nuovi modelli di auto presentano importanti cambiamenti in una serie di settori che includono la produzione e le modifiche ai prodotti quando vengono rilasciate creando una piattaforma per l'azienda automobilistica. Un nuovo microprocessore con variazioni di velocità, dimensioni e capacità, pur avendo un nuovo processo per crearli, aggiunge una nuova piattaforma per l'azienda.

### Progetti innovativi
Questi progetti rappresentano il rischio più elevato e la categoria di premio più elevata. Implicano l'uso di una tecnologia superiore a quella di un progetto di piattaforma. L'uso di questa tecnologia può essere "dirompente" per il resto del settore e creare una categoria di prodotti completamente nuova per il settore. Potrebbe trattarsi di una tecnologia nuova di zecca o di modifiche significative ai progetti esistenti. Questi tipi di progetti spesso incorporano processi di produzione o manutenzione nuovi e innovativi. Questi tipi di progetti dovrebbero essere lasciati liberi di essere creati al di fuori delle tecniche operative normali ed esistenti. 
Esempi: trasferimento di dati in fibra ottica, auto ibride
I cavi di trasferimento dati in fibra ottica hanno rivoluzionato il settore del trasferimento dati. Questa nuova tecnologia è stata una svolta nel settore con linee di fibra ottica spenta posate in molte grandi città. Le auto ibride sono i primi tipi di auto a non fare affidamento esclusivamente sull'uso di combustibili fossili.

### Ricerca e Sviluppo
L'invenzione della conoscenza di nuovi materiali e tecnologie che verranno utilizzate nello sviluppo commerciale. I progetti di ricerca e sviluppo sono attività ad alto rischio con possibilità di rendimenti elevati. La ricerca e lo sviluppo sono importanti poiché avvengono sempre prima dello sviluppo di prodotti e processi. I progetti di ricerca e sviluppo utilizzano anche le stesse risorse dello sviluppo commerciale e competeranno sempre per le risorse. Ogni organizzazione ha aspettative diverse per i progetti di ricerca e sviluppo a causa della sua elevata possibilità di fallimento. 
Esempio: televisione 3D
Un esempio di un progetto di ricerca e sviluppo potrebbe essere una società televisiva che tenta di sviluppare un nuovo sistema di visualizzazione 3D per i consumatori. Ciò richiederebbe ampie ricerche che avrebbero un costo iniziale elevato e un possibile ritorno con un grande rischio di fallimento.

### Progetti associati
Questi progetti possono rientrare in una qualsiasi delle altre quattro categorie. Tuttavia, questi progetti possono spesso essere trascurati durante la mappatura del piano di progetto aggregato. Questi piani sono importanti e l'utilizzo delle risorse dovrebbe essere incluso nella pianificazione. 
Esempio: Pepsi e Starbucks
Starbucks ha un accordo sul fatto che Pepsi imbottiglierà le sue bevande che in vendita al dettaglio. Questa è una partnership tra le due società che nessuna delle due può ignorare e le risorse dovrebbero essere contabilizzate.  